# Pier Luigi Carafa (1677-1755)
Pier Luigi Carafa (Napoli, 4 luglio 1677 – Roma, 15 dicembre 1755) è stato un cardinale e arcivescovo cattolico italiano.

## Biografia
Nacque il 4 luglio 1677, sesto dei sette figli di Francesco Maria Carafa, principe di Belvedere e Marchese di Anzi, e Giovanna Oliva Grimaldi, dei principi di Gerace. Fu zio materno del filosofo cartesiano Francesco II Spinelli, VII principe di Scalea.
Papa Benedetto XIII lo elevò al rango di cardinale nel concistoro del 20 settembre 1728.
Partecipò al conclave del 1730 che elesse Clemente XII e a quello del 1740 che elesse Benedetto XIV.
Morì il 15 dicembre 1755 all'età di 78 anni. Venne sepolto nella Basilica di Sant'Andrea delle Fratte a Roma in un monumento funebre realizzato da Pietro Bracci nel 1759.

## Genealogia episcopale e successione apostolica
La genealogia episcopale è:
- Cardinale Guillaume d'Estouteville, O.S.B.Clun.
- Papa Sisto IV
- Papa Giulio II
- Cardinale Raffaele Sansone Riario
- Papa Leone X
- Papa Paolo III
- Cardinale Francesco Pisani
- Cardinale Alfonso Gesualdo di Conza
- Papa Clemente VIII
- Cardinale Pietro Aldobrandini
- Cardinale Laudivio Zacchia
- Cardinale Antonio Barberini, O.F.M.Cap.
- Cardinale Marcantonio Franciotti
- Cardinale Giambattista Spada
- Cardinale Carlo Pio di Savoia
- Cardinale Francesco Pignatelli, C.R.
- Cardinale Pier Luigi Carafa

La successione apostolica è:
- Vescovo Francesco Castelli (1730)
- Vescovo Santiago Piñaque, O.Carm. (1730)
- Vescovo Lorenzo Gioeni (1730)
- Vescovo Leone Luca Vita (1734)
- Vescovo Diomede Bianconi (1734)
- Vescovo Filippo Niccolò Spinelli (1735)
- Vescovo Marcantonio Amalfitani (1735)
- Vescovo Antonio Maria Carafa, C.R. (1742)
- Vescovo Giuseppe Francesco Rossi (1742)
- Vescovo Marcello Sacchi (1745)
- Vescovo Pietro Saverio Antonini (1751)
- Vescovo Giuseppe Maria Massoni (1751)

## Ascendenza
|                                                  |   |                                                 | Genitori                                                    |  |  | Nonni |  |  | Bisnonni                                |  |  | Trisnonni                            |  |
|                                                  |   |                                                 |                                                             |  |  |       |  |  | Ottavio Carafa, I principe di Belvedere |  |  | Francesco Carafa, II marchese d'Anzi |  |
|                                                  |   |                                                 |                                                             |  |  |       |  |  | Ottavio Carafa, I principe di Belvedere |  |  | Francesco Carafa, II marchese d'Anzi |  |
|                                                  |   | Giovannella Carafa, III marchesa di San Lucido  |                                                             |  |  |       |  |  | Ottavio Carafa, I principe di Belvedere |  |  |                                      |  |
| Carlo Carafa, IV marchese d'Anzi                 |   |                                                 |                                                             |  |  |       |  |  | Ottavio Carafa, I principe di Belvedere |  |  |                                      |  |
|                                                  |   | Caterina Carafa                                 | Francesco Carafa, I marchese di Bitetto                     |  |  |       |  |  |                                         |  |  |                                      |  |
|                                                  |   | Caterina Carafa                                 | Francesco Carafa, I marchese di Bitetto                     |  |  |       |  |  |                                         |  |  |                                      |  |
|                                                  |   | Caterina Carafa                                 | Giovanna de Cardenas                                        |  |  |       |  |  |                                         |  |  |                                      |  |
| Francesco Maria Carafa, II principe di Belvedere |   | Caterina Carafa                                 |                                                             |  |  |       |  |  |                                         |  |  |                                      |  |
|                                                  |   | Giovanni Alfonso Carafa, II duca di Noia        | Pompeo Carafa, I duca di Noia                               |  |  |       |  |  |                                         |  |  |                                      |  |
|                                                  |   | Giovanni Alfonso Carafa, II duca di Noia        | Pompeo Carafa, I duca di Noia                               |  |  |       |  |  |                                         |  |  |                                      |  |
|                                                  |   | Giovanni Alfonso Carafa, II duca di Noia        | Isabella Pappacoda                                          |  |  |       |  |  |                                         |  |  |                                      |  |
| Beatrice Carafa                                  |   | Giovanni Alfonso Carafa, II duca di Noia        |                                                             |  |  |       |  |  |                                         |  |  |                                      |  |
|                                                  |   | Giulia Cecilia de Lannoy, IV duchessa di Boiano | Carlo de Lannoy, III duca di Boiano                         |  |  |       |  |  |                                         |  |  |                                      |  |
|                                                  |   | Giulia Cecilia de Lannoy, IV duchessa di Boiano | Carlo de Lannoy, III duca di Boiano                         |  |  |       |  |  |                                         |  |  |                                      |  |
|                                                  |   | Giulia Cecilia de Lannoy, IV duchessa di Boiano | Beatrice Folliero, baronessa di Capriati e Guardia Lombardi |  |  |       |  |  |                                         |  |  |                                      |  |
| Pier Luigi Carafa                                |   | Giulia Cecilia de Lannoy, IV duchessa di Boiano |                                                             |  |  |       |  |  |                                         |  |  |                                      |  |
|                                                  | … | …                                               |                                                             |  |  |       |  |  |                                         |  |  |                                      |  |
|                                                  | … | …                                               |                                                             |  |  |       |  |  |                                         |  |  |                                      |  |
|                                                  | … | …                                               |                                                             |  |  |       |  |  |                                         |  |  |                                      |  |
| …                                                | … |                                                 |                                                             |  |  |       |  |  |                                         |  |  |                                      |  |
|                                                  |   | …                                               | …                                                           |  |  |       |  |  |                                         |  |  |                                      |  |
|                                                  |   | …                                               | …                                                           |  |  |       |  |  |                                         |  |  |                                      |  |
|                                                  |   | …                                               | …                                                           |  |  |       |  |  |                                         |  |  |                                      |  |
| Giovanna Oliva Grimaldi                          |   | …                                               |                                                             |  |  |       |  |  |                                         |  |  |                                      |  |
|                                                  |   | …                                               | …                                                           |  |  |       |  |  |                                         |  |  |                                      |  |
|                                                  |   | …                                               | …                                                           |  |  |       |  |  |                                         |  |  |                                      |  |
|                                                  |   | …                                               | …                                                           |  |  |       |  |  |                                         |  |  |                                      |  |
| …                                                |   | …                                               |                                                             |  |  |       |  |  |                                         |  |  |                                      |  |
|                                                  |   | …                                               | …                                                           |  |  |       |  |  |                                         |  |  |                                      |  |
|                                                  |   | …                                               | …                                                           |  |  |       |  |  |                                         |  |  |                                      |  |
|                                                  |   | …                                               | …                                                           |  |  |       |  |  |                                         |  |  |                                      |  |
|                                                  |   | …                                               |                                                             |  |  |       |  |  |                                         |  |  |                                      |  |